# Blue Building
Bei Blue Building handelt es sich um eine Weiterentwicklung des Terms „Green Building“, der Gebäude als nachhaltig bezeichnet. Im Unterschied zum Green Building geht es dabei um die Entwicklung weg von der reinen Energieeffizienz hin zu einer gesamtheitlichen Nachhaltigkeit über den gesamten Lebenszyklus eines Gebäudes. Ökonomie und Ökologie spielen dabei eine tragende Rolle und auch technische Leistungsfähigkeit, soziokulturelle Aspekte, der schonende Umgang mit Ressourcen und Energie, das Beachten wirtschaftlicher und menschlicher Bedürfnisse. Bei Blue Buildings stehen die Nutzer eines Gebäudes im Zentrum, diese sollten sich im Gebäude wohlfühlen können.

## Einheitliche Standards
Seitdem das Thema Nachhaltigkeit im Bau an Aktualität gewonnen hat, haben sich in den verschiedenen Ländern unterschiedliche Standards etabliert. Doch es gibt Bestrebungen, diese zu vereinheitlichen. Eine wichtige Maßnahme in Richtung vergleichbarer Werte sind Environmental Product Declarations (EPDs): Sie sollen Aufschluss über die in Bauprodukten verwendeten Materialien geben und umfassen alle relevanten Baustoffgruppen. So kann man eine Ökobilanz errechnen.

## Zertifizierungssysteme

### DGNB
Viele Länder haben ihre eigenen Standards für die Zertifizierung energieeffizienter Gebäude, also Green Buildings, entwickelt. Die Zertifizierung als Blue Building wird bisher mit dem DGNB-Zertifikat vollzogen. Das DGNB-Zertifikat gewährleistet, dass zusätzlich zu ökologischen und ökonomischen auch soziokulturelle Aspekte in gleicher Weise in die Bewertung einbezogen werden. Damit löst es laut DGNB seinen Anspruch als System der zweiten Generation ein. Deshalb verwendet DGNB die Farbe Blau und den Slogan „more than green“.
Das DGNB-System wurde als erstes 2009 von der Österreichischen Gesellschaft für Nachhaltiges Bauen (ÖGNI) adaptiert; seit 2010 verwendet die Schweizer Gesellschaft für Nachhaltige Immobilienwirtschaft (SGNI) das DGNB-Zertifikat. Zuletzt wurde das System vom Bulgarian Green Building Council (BGBC) adaptiert.

### BlueCARD
Mit der BlueCARD entwickelte die ÖGNI ein System, vergleichbar mit einer Begutachtungsplakette bei Fahrzeugen, mit dem der Bestand periodisch überprüft werden kann. Die BlueCARD ist in Österreich das erste am Markt zur Verfügung stehende Bewertungssystem, welches den von ÖGNI, klima:aktiv Bauen und Sanieren und ÖGNB gemeinsam getragenen Mindeststandard für nachhaltige Gebäude, „Austrian Standard“, abdeckt.

### SNBS Hochbau
Der Standard Nachhaltiges Bauen Schweiz SNBS Hochbau ist der Schweizer Baustandard, der die Nachhaltigkeit von Gebäuden umfassend abbildet. Er integriert bestehende Instrumente und Hilfsmittel wie der Empfehlung SIA 112/1 „Nachhaltiges Bauen – Hochbau“, die Zielsetzungen der 2000-Watt-Gesellschaft oder den Anforderungen von Minergie-Eco. Und er orientiert er sich an den Phasen des Schweizer SIA-Leistungsmodells. Auf Basis des SNBS können Gebäude mit den Nutzungsarten Büro/Verwaltung, Wohnen und Bildung zertifiziert werden. Dies gilt für Neubauten ebenso wie für Erneuerungen. In Wohn- und Bürogebäuden sind Mischnutzungen mit Gewerbe im Erdgeschoss möglich.

## Zertifizierte Gebäude
Zertifizierungen von Gebäuden werden in verschiedenen Kategorien durchgeführt. So gibt es in Österreich etwa DGNB-zertifizierte Handelsbauten wie die Billa-Filiale Perchtoldsdorf, Klimaschutz-SPAR Murau, MGC Wien. Zertifizierte Bürogebäude sind zum Beispiel die 2nd Central Wien, Marximum Wien, Etechcenter Linz, Millennium Tower Wien und Nikolaiplatz Graz.
Weitere Kategorien sind Wohngebäude, Bildungsbauten und Laborgebäude. Leutturmprojekte der Nachhaltigkeit finden sich in der Projektgalerie der ÖGNI.